# Refill Deutschland

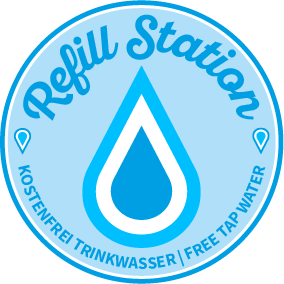
Logo „Refill Deutschland“

Refill Deutschland ist eine 2017 gegründete deutschlandweit tätige Initiative, die sich für die Vermeidung von Plastikmüll, zum Beispiel Plastikmüll in den Ozeanen, einsetzt, indem sogenannte Refill-Stationen (Geschäfte, Restaurants, Büros) kostenlos Leitungswasser in mitgebrachte Trinkgefäße abgeben.
Diese Stationen werden mitsamt ihren Öffnungszeiten auf einer virtuellen und interaktiven Landkarte der Website Refill Deutschland dargestellt.

## Leitgedanken

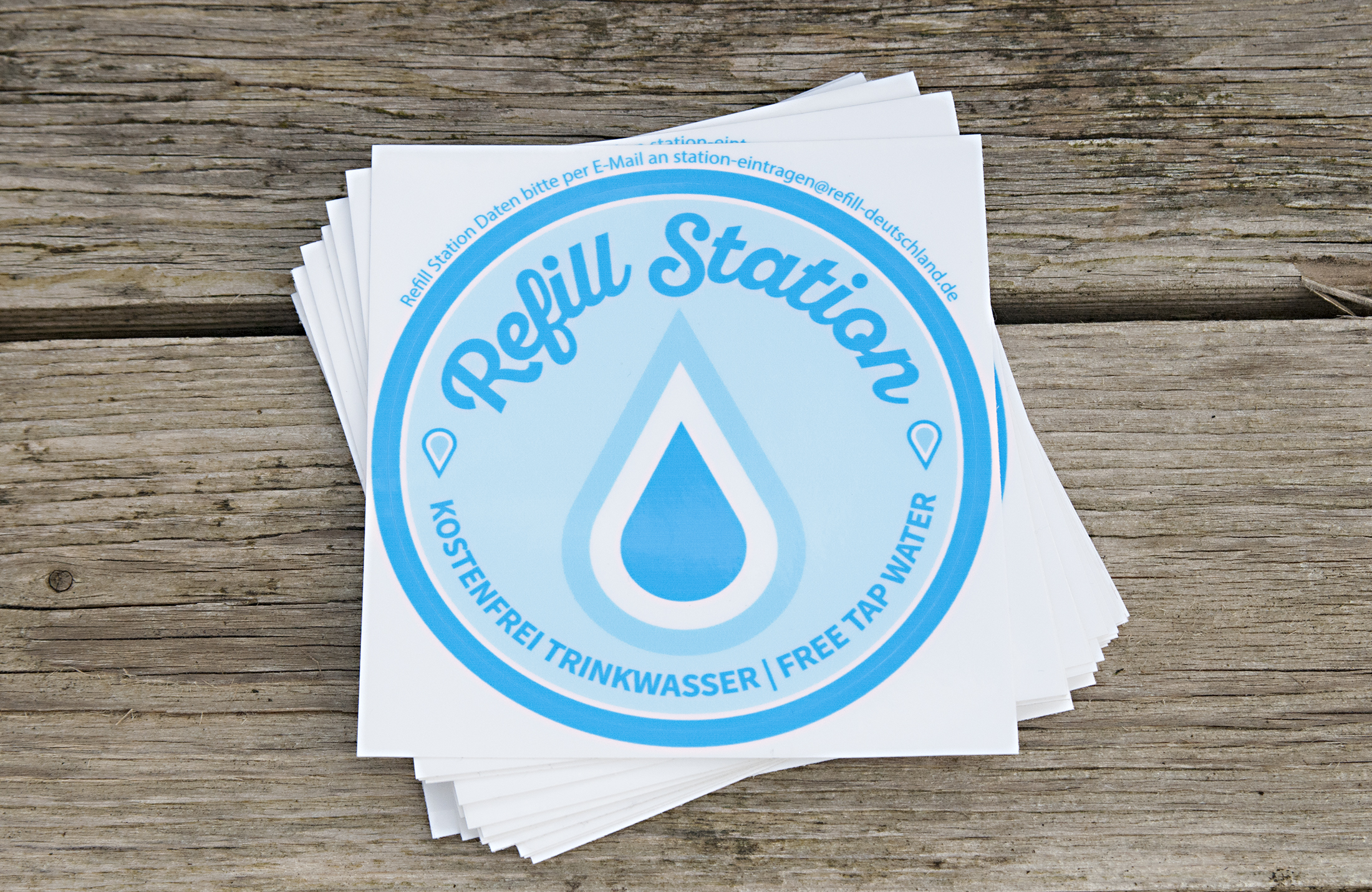
Aufkleber „Refill Station“

Nach dem Motto „Habe deine Trinkflasche dabei. Schütze unsere Umwelt! Trink genug Wasser! Lebe gesund! Spare Geld!“ sollen größere Mengen Plastikmüll vermieden werden. „Die Deutschen verbrauchen täglich rund 46 Millionen Einweg-Plastikflaschen.“ Dabei sei gerade die Qualität des Leitungswassers in Deutschland durchweg sehr gut, so dass für Trinkwasser nicht auf Plastikflaschen zurückgegriffen werden muss, sondern das Wasser aus dem nächsten Wasserhahn getrunken werden kann.
Refill Deutschland ist ein ehrenamtliches Projekt von Privatpersonen. Die Initiative ist unabhängig von Unternehmen und politischen Parteien.
Dabei versteht sich Refill Deutschland als soziale Bewegung. Auch Menschen mit geringem Einkommen sollen einfach mitmachen können. Es werden daher keine besonderen Merchandise-Produkte angeboten oder beworben. Jedes mitgebrachte Trinkgefäß soll befüllt werden.

## Geschichte
Am 24. März 2017 gründete Stephanie Wiermann „Refill Hamburg“. Sie griff damit eine Idee aus dem englischen „Refill Bristol“ auf und setzte den Leitgedanken leicht verändert in Hamburg um.
Aufgrund der sofort positiven Resonanz in der Öffentlichkeit wurde die Refill-Initiative schnell auf Bundesebene ausgeweitet, und inzwischen gibt es über 6100 Refill-Stationen (Stand: Dezember 2021).
Im Sommer 2019 wurde eine Zusammenarbeit von Refill Deutschland mit der Karte von morgen beschlossen und realisiert. Die Darstellung der Refill-Stationen erfolgt seitdem über diese Karte, die in den Webauftritt von Refill Deutschland eingebunden wird. Das Anlegen, Pflegen und Löschen von Refill-Stationen und Trinkwasserbrunnen in der Übersichtskarte kann seitdem von jeder Person erfolgen. Bis zu diesem Zeitpunkt wurde die Kartenpflege von Ehrenamtlichen wahrgenommen, die in der Regel auch als Ansprechpartner für eine bestimmte Stadt zur Verfügung standen.
Mit dem 01. Juni 2023 hat der gemeinnützige Verein „a tip: tap“ die zentrale Organisation und Kommunikation der Initiative übernommen. Die Datenpflege erfolgt weiterhin dezentral durch die Refill-Stationen.

## Organisation
Die Initiative liegt in den Händen der Ehrenamtlichen. Die der Idee zu Grunde liegende Einfachheit findet sich auch im organisatorischen Konzept wieder. Die internen Absprachen erfolgen über eine Online-Projektmanagement-Software und regelmäßig stattfindende Telefonkonferenzen.
Mit dem Übergang der Organisation und Kommunikation von Refill Deutschland an a tip: tap e. V. sind keine eigenen inneren Strukturen mehr erforderlich bzw. vorhanden.

## Weltwassertag
Refill Deutschland hat am Weltwassertag 2018 (22. März) seinen ersten Geburtstag gefeiert und sich dabei selbst die Aufgabe gestellt, an diesem Tag 100 neue Refill-Stationen auf ihrer Website zu veröffentlichen. Seitens der Presse und Online-Medien gab es eine hohe Aufmerksamkeit für diese Aktion, die mit tatsächlich 112 an diesem Tag eingetragenen Stationen erfolgreich abgeschlossen wurde.

## Auszeichnungen
- 2017 erhielt Stephanie Wiermann den 1. Preis des 18. „Signal Iduna“-Umwelt- und Gesundheitspreises der Handwerkskammer Hamburg.[7]
- 2018 wurde Refill Deutschland bei der Next Organic Berlin in der Kategorie „Zero Waste“ mit dem 1. Preis ausgezeichnet.[8]
- 2018 wurde Refill Deutschland in der Kategorie „Service“ mit dem Bundespreis Ecodesign ausgezeichnet.[9]